# Mont Sacré d'Arona
 (septembre 2015).
Si vous disposez d'ouvrages ou d'articles de référence ou si vous connaissez des sites web de qualité traitant du thème abordé ici, merci de compléter l'article en donnant les références utiles à sa vérifiabilité et en les liant à la section « Notes et références ».
Le Mont Sacré d'Arona, dédié à Charles Borromée, fait partie des Monts Sacrés (Italie) qui témoignent aux XVIe et XVIIe siècles de la religiosité dans le Piémont et en Lombardie.

## Histoire et architecture
Aux alentours de 1610, année de canonisation de Charles Borromée, le père Marco Aurelio Grattarola eut l'idée de construire un Mont Sacré voué à saint Charles au sommet d'une colline d'Arona, sa ville natale. Il voulait ainsi que l'archevêque de Milan soit célébré sur les terres mêmes de sa famille.
La grandeur de la personnalité inspira l'idée d'une statue colossale, visible depuis  l'autre côté du Lac Majeur. L'initiative fut approuvée et appuyée par Frédéric Borromée, qui succéda à son cousin comme archevêque de Milan.
L'architecte Francesco Maria Richini fut chargé du projet. Il proposa un projet ambitieux, mais qui ne fut que partiellement réalisé. À partir d'un arc de triomphe, trois sentiers auraient dû être jalonnés de cinq chapelles illustrant la vie et la spiritualité de saint Charles. En juillet 1614 Federico Borromeo célébra le commencement de la construction. Un des premiers bâtiments achevé fut l'église à croix grecque, dessiné par Richini. Seulement quelques chapelles furent édifiées. Aujourd'hui seules trois d'entre elles subsistent, mais sans décorations. Pour la réalisation des statues on fit appel aux artistes qui travaillaient à la construction du Mont Sacré de Varallo.
La mort de père Grattarola en 1615, la peste en 1629-1630 et la mort de Frédéric Borromée en 1631 arrêtèrent les travaux. La famille Borromée ne reprit la construction qu'en 1692. Le nouveau projet, conçu par l'architecte Carlo Fontana, était plus modeste que l'original. Le sanctuaire fut complété en 1725 avec la construction de la toiture.

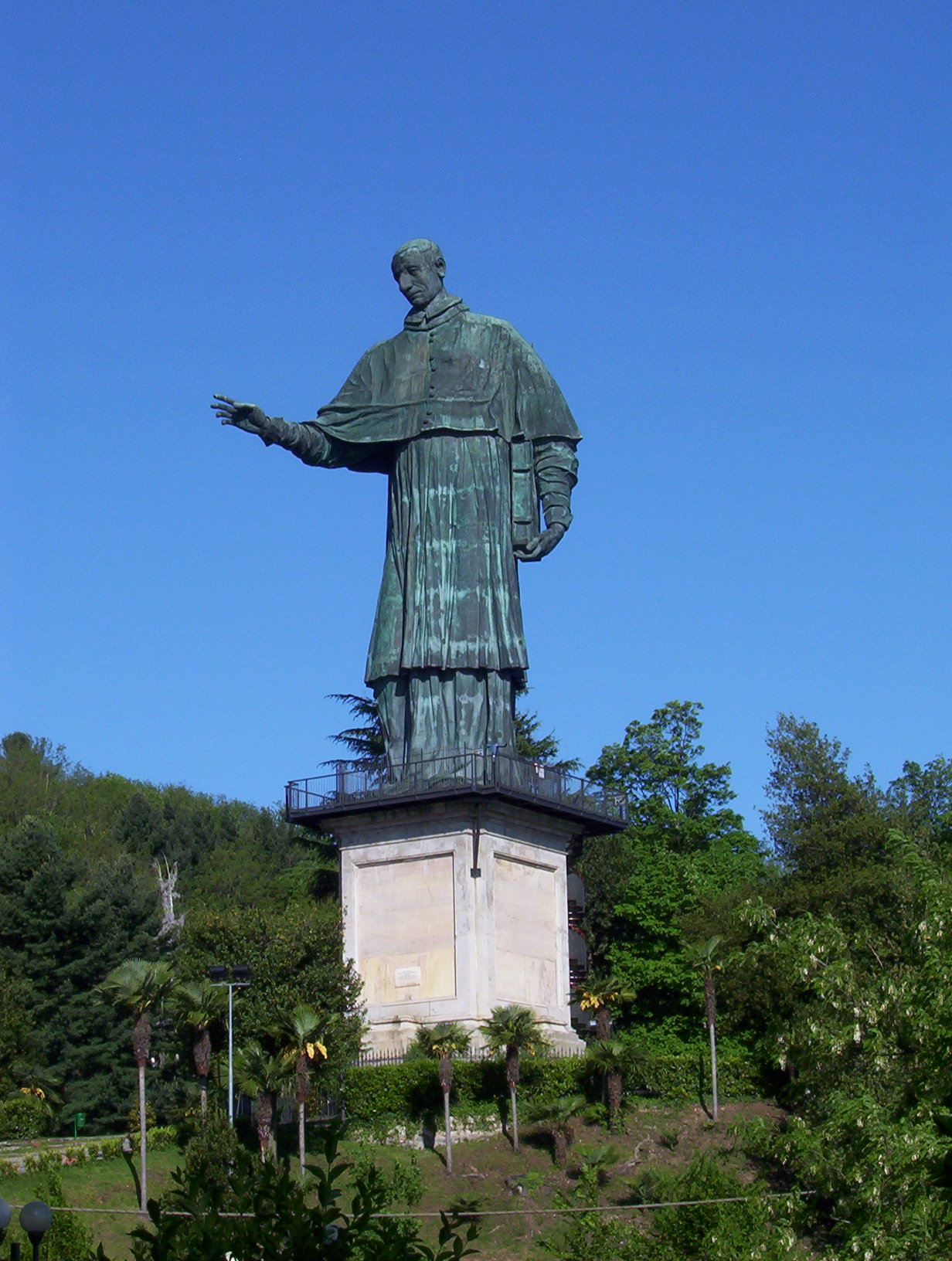
Le colosse de Saint-Charles

Aujourd'hui au-dessus du maître autel se trouve un tableau de Giulio Cesare Procaccini ; derrière l'autel on a reconstruit la cellule originelle de saint Charles avec les meubles de la Rocca Borromea d'Angera, toute proche. Devant l'église, de l'autre côté de la place, se trouve le séminaire de saint Charles. Depuis la place, un escalier conduit à une statue colossale de saint Charles. Son dessin est dû à  Giovanni Battista Crespi, dit Il Cerano. La statue, haute de 28 m, appelée le Sancarlone, a été réalisée en 1698. Grâce à sa structure creuse en cuivre forgé, on peut accéder à sa tête grâce à un escalier intérieur. C'est la plus haute statue en métal au monde après la statue de la Liberté.